# 황지위

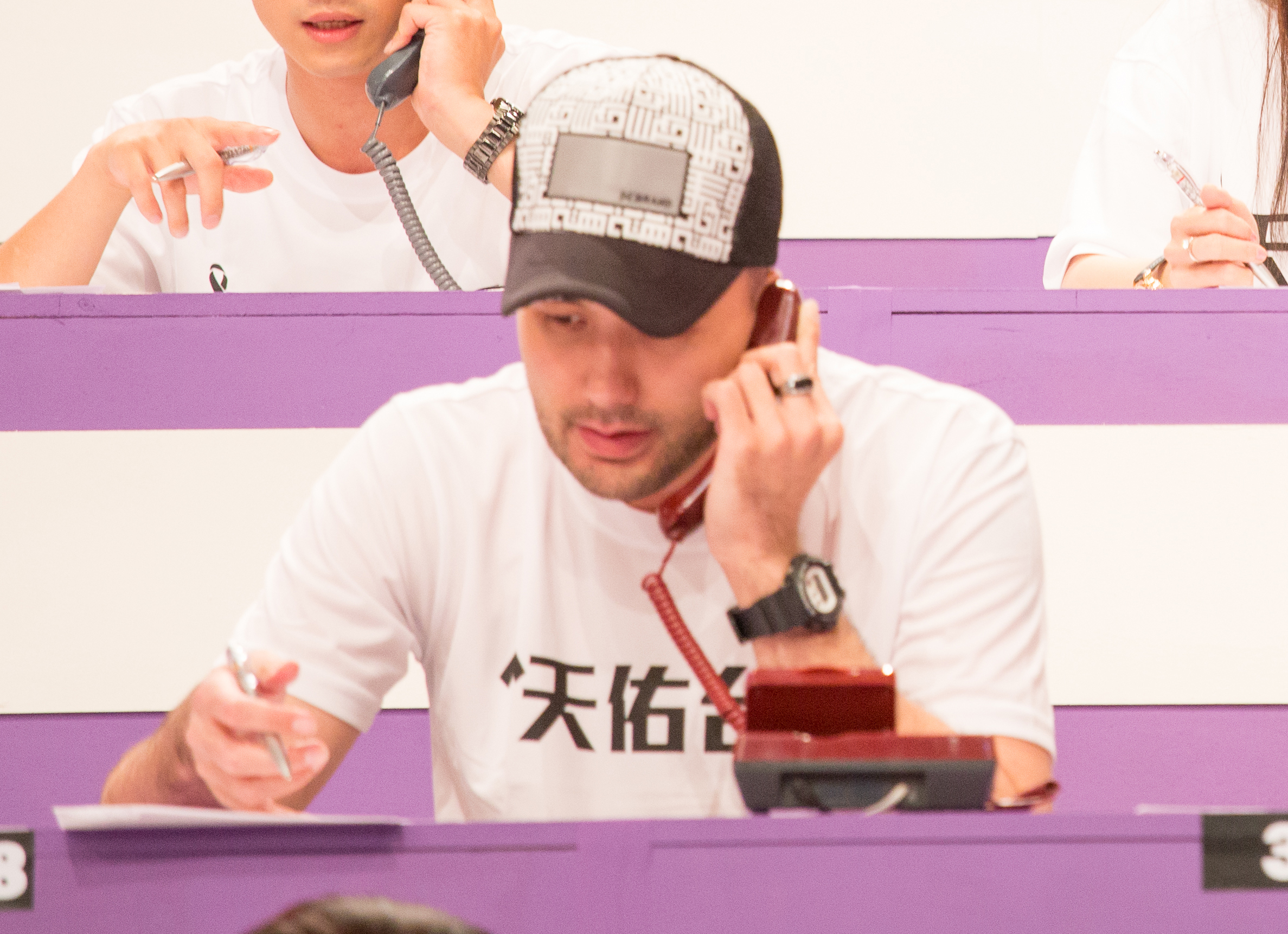

황지위(중국어 정체자: 黃志瑋, Jerry Huang, 1981년 4월 10일 ~ )는 배우, 영화배우, 텔레비전 배우이다. 타이베이시에서 태어났다.

## 방송
- 징혼계사 - 방성호(팡청하오) 역
- 전남우 - 대역상(다이이샹) 역
- 선검기협전 3 - 중루 역
- 종극삼국- 원소(위안사오) 역
- 앵야3가1 - 방위(팡웨이) 역

## 영화
- 징혼계사 (2014년)
- 연연해만 (2013년)
- 평민영웅 (2010년)
- 용의자 (2010년)
- 무인 곽원갑 (2006년)
- 천약유정 (2005년)
- 맹룡 (2005년)
- 흑사회 (2005년)
- 101번째 프로포즈 (2004년) - 진자준 역
- 쿵푸 허슬 (2004년)
- 장미를 위하여 (2003년)
- 욕망가차 (1996년)
- 용등사해 (1992년)
- 루안살성 (1990년)
- 신비호외전 (1984년)
- 소림전인 (1982년)
- 취사소자 (1980년)